# Jamajka na Zimowych Igrzyskach Olimpijskich 2014
Jamajkę na Zimowych Igrzyskach Olimpijskich 2014 reprezentowało dwóch zawodników – mężczyzn. Był to pierwszy występ reprezentacji Jamajki w bobsleju po dwunastu latach przerwy.
Jest to siódmy występ reprezentacji Jamajki w zimowych igrzyskach olimpijskich.

## Skład kadry

### Bobsleje
| Zawodnik                  | Konkurencja     | 1. przejazd | 1. przejazd | 2. przejazd | 2. przejazd | 3. przejazd | 3. przejazd | 4. przejazd | 4. przejazd | Suma    | Suma    |
| Zawodnik                  | Konkurencja     | Czas        | Miejsce     | Czas        | Miejsce     | Czas        | Miejsce     | Czas        | Miejsce     | Czas    | Miejsce |
| ------------------------- | --------------- | ----------- | ----------- | ----------- | ----------- | ----------- | ----------- | ----------- | ----------- | ------- | ------- |
| Mężczyźni                 |                 |             |             |             |             |             |             |             |             |         |         |
| Marvin Dixon Winston Watt | Dwójki mężczyzn | 58,42       | 30.         | 58,81       | 30.         | 58,17       | 29.         | NQ          | NQ          | 2:55,40 | 29.     |